# فدرال بنک
فدرال بنک (انگلیسی: Federal Bank) شرکت خدمات مالی و بانکداری هندی است، که در سال ۱۹۳۱ تأسیس شد.